# Gudrun Berend
Gudrun Berend, po mężu Wakan (ur. 27 kwietnia 1955 w Eisleben, zm. 22 sierpnia 2011 tamże) – niemiecka lekkoatletka, płotkarka, medalistka mistrzostw Europy w 1978. W czasie swojej kariery reprezentowała Niemiecką Republikę Demokratyczną.
Zwyciężyła w sztafecie 4 × 100 metrów (w składzie: Heidrun Nagorka, Bärbel Eckert, Berend i Jutta Fernys) oraz zdobyła brązowy medal w biegu na 100 metrów przez płotki na mistrzostwach Europy juniorów w 1973 w Duisburgu. Odpadła w półfinale biegu na 60 metrów przez płotki na halowych mistrzostwach Europy w 1974 w Göteborgu. Zajęła 5. miejsce w biegu na 100 metrów przez płotki na mistrzostwach Europy w 1974 w Rzymie oraz 4. miejsce w tej konkurencji na igrzyskach olimpijskich w 1976 w Montrealu.
Zdobyła brązowy medal w biegu na 100 metrów przez płotki na mistrzostwach Europy w 1978 w Pradze, przegrywając jedynie ze swoją koleżanką z reprezentacji NRD Johanną Klier i Tatjaną Anisimową ze Związku Radzieckiego.
Berend była wicemistrzynią NRD w biegu na 100 metrów przez płotki w 1976 i 1978 oraz brązową medalistką na tym dystansie w 1974, 1975, 1977 i 1980, a także wicemistrzynią w sztafecie 4 × 100 metrów w 1974. W hali była wicemistrzynią NRD w biegu na 50 metrów przez płotki w 1975 i w biegu na 60 metrów przez płotki w 1976 oraz brązową medalistką w biegu na 50 metrów przez płotki w 1974.
Rekordy życiowe Gudrun Berend:
- bieg na 100 metrów przez płotki – 12,73 (2 września 1978, Praga)
- bieg na 50 metrów przez płotki (hala) – 6,94 (20 stycznia 1980, Berlin)
- bieg na 60 metrów przez płotki (hala) – 8,15 (26 stycznia 1979, Senftenberg)

Jej córka Katja Tengel z domu Wakan również była znaną lekkoatletką, sprinterką, uczestniczką igrzysk olimpijskich w 2004.